# Pierwszy gabinet Johna Gortona
Pierwszy gabinet Johna Gortona – czterdziesty piąty gabinet federalny Australii, urzędujący od 10 stycznia 1968 do 12 listopada 1969. Był jedenastym z rzędu gabinetem koalicyjnym Liberalnej Partii Australii (LPA) i Partii Wiejskiej (CP). Był też pierwszym w historii gabinetem federalnym, w którym oficjalnie powołano wicepremiera, choć w praktyce już od kilkudziesięciu lat zawsze wyznaczany był minister zastępujący premiera m.in. podczas jego nieobecności w Australii z powodu wizyt zagranicznych.

## Okoliczności powstania i dymisji
17 grudnia 1967 ówczesny premier Australii Harold Holt zaginął podczas rekreacyjnej kąpieli w oceanie, a dwa dni później został uznany za zmarłego. Tymczasowy gabinet sformował przywódca Partii Wiejskiej John McEwen, który miał jednak ustąpić miejsca nowemu liderowi LPA, większej partii koalicyjnej, gdy tylko zostanie on wybrany. Początkowo faworytem był William McMahon, jednak jego kandydatura została zablokowana przez McEwena, który ogłosił publicznie, iż on i jego partia nie ufają mu i nie wezmą udziału w jego ewentualnym rządzie. W efekcie dość niespodziewanie nowym szefem Partii Liberalnej i zarazem rządu został dotychczasowy minister edukacji i nauki John Gorton. 
Gabinet urzędował aż do kolejnych wyborów parlamentarnych, które odbyły się pod koniec października 1969. Koalicja LPA-CP poniosła w nich duże straty, ale utrzymała większość w Izbie Reprezentantów. Zgodnie z australijskim prawem gabinet musiał podać się do dymisji wkrótce po wyborach, ale został zastąpiony przez będący jego kontynuacją drugi gabinet Johna Gortona. 

## Skład
| stanowisko                                                  | osoba                                               | partia | od               | do                |
| ----------------------------------------------------------- | --------------------------------------------------- | ------ | ---------------- | ----------------- |
| premier                                                     | John Gorton                                         | LPA    | 10 stycznia 1968 | 12 listopada 1969 |
| wicepremier                                                 | John McEwen                                         | CP     | 10 stycznia 1968 | 12 listopada 1969 |
| minister edukacji i nauki                                   | John Gorton                                         | LPA    | 10 stycznia 1968 | 28 lutego 1968    |
| minister edukacji i nauki                                   | Malcolm Fraser                                      | LPA    | 28 lutego 1968   | 12 listopada 1969 |
| minister handlu i przemysłu                                 | John McEwen                                         | CP     | 10 stycznia 1968 | 12 listopada 1969 |
| minister skarbu                                             | William McMahon                                     | LPA    | 10 stycznia 1968 | 12 listopada 1969 |
| minister spraw zagranicznych                                | Paul Hasluck                                        | LPA    | 10 stycznia 1968 | 11 lutego 1969    |
| minister spraw zagranicznych                                | Gordon Freeth                                       | LPA    | 11 lutego 1969   | 12 listopada 1969 |
| minister obrony                                             | Allen Fairhall                                      | LPA    | 10 stycznia 1968 | 12 listopada 1969 |
| minister przemysłu podstawowego                             | Doug Anthony                                        | CP     | 10 stycznia 1968 | 12 listopada 1969 |
| minister zaopatrzenia                                       | Denham Henty                                        | LPA    | 10 stycznia 1968 | 28 lutego 1968    |
| minister zaopatrzenia                                       | Ken Anderson                                        | LPA    | 28 lutego 1968   | 12 listopada 1969 |
| wiceprzewodniczący Federalnej Rady Wykonawczej              | Alan Hulme                                          | LPA    | 10 stycznia 1968 | 12 listopada 1969 |
| minister poczty                                             | Alan Hulme                                          | LPA    | 10 stycznia 1968 | 12 listopada 1969 |
| minister rozwoju narodowego                                 | David Fairbairn                                     | LPA    | 10 stycznia 1968 | 12 listopada 1969 |
| minister służb społecznych                                  | Ian Sinclair                                        | CP     | 10 stycznia 1968 | 28 lutego 1968    |
| minister służb społecznych                                  | Od 28.02.1968 stanowisko przeniesione poza gabinet. |        |                  |                   |
| minister żeglugi i transportu                               | Ian Sinclair                                        | CP     | 28 lutego 1968   | 12 listopada 1969 |
| wiceminister handlu i przemysłu (w randze członka gabinetu) | Ian Sinclair                                        | CP     | 10 stycznia 1968 | 12 listopada 1969 |